# David M. De Witt

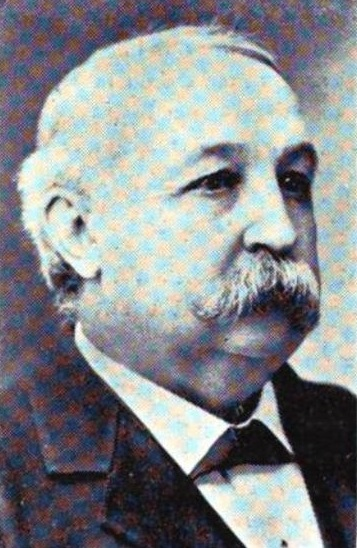
David M. De Witt

David Miller De Witt (* 25. November 1837 in Paterson, New Jersey; † 23. Juni 1912 in Kingston, New York) war ein US-amerikanischer Jurist und Politiker. Zwischen 1873 und 1875 vertrat er den Bundesstaat New York im US-Repräsentantenhaus.

## Werdegang
David Miller De Witt wurde ungefähr neun Jahre vor dem Ausbruch des Mexikanisch-Amerikanischen Krieges in Paterson im Passaic County geboren und lebte dort die ersten Jahre. Die Familie De Witt zog dann 1845 nach New York und ließ sich in der damals noch eigenständigen Stadt Brooklyn nieder. Dort besuchte er die öffentlichen Schulen, eine auserlesene Schule in Saugerties und die lokale Akademie in Kingston. 1858 graduierte er am Rutgers College in New Brunswick. Er studierte Jura. Seine Zulassung als Anwalt erhielt er 1858 und begann dann in Kingston zu praktizieren. Er war in den Jahren 1861 und 1862 Principal der New Paltz Academy (später eine Normalschule in New York). Zwischen 1863 und 1870 war er Bezirksstaatsanwalt im Ulster County. Er erlitt bei seiner Wiederwahlkandidatur eine Niederlage. Politisch gehörte er der Demokratischen Partei an.
Bei den Kongresswahlen des Jahres 1872 für den 43. Kongress wurde De Witt im 14. Wahlbezirk von New York in das US-Repräsentantenhaus in Washington, D.C. gewählt, wo er am 4. März 1873 die Nachfolge von Eli Perry antrat. Da er auf eine erneute Kandidatur im Jahr 1874 verzichtete, schied er nach dem 3. März 1875 aus dem Kongress aus.
Nach seiner Kongresszeit ging er wieder seiner Tätigkeit als Anwalt nach und widmete sich literarischen Schaffens. Zwischen 1878 und 1881 war er Assistant Corporation Counsel in Brooklyn. Er saß 1883 in der New York State Assembly. 1884 war er Corporation Counsel in Kingston. Am 20. November 1885 wurde er Vormundschafts- und Nachlassrichter (surrogate) im Ulster County – eine Stellung, die er bis zum 31. Dezember 1886 innehatte. Danach war er wieder als Anwalt tätig. Am 23. Juni 1912 verstarb er in Kingston und wurde dann auf dem Wiltwyck Rural Cemetery beigesetzt.